# فاتسلاف روزيسكي
فاتسلاف روزيسكي (بالإنجليزية: Václav Rosický)‏ (و. 1850 – 1929 م) هو عالم فلك
توفي عن عمر يناهز 79 عاماً.